# Сулия (щат)
Су̀лия (на испански: Zulia) е един от 23-те щата на южноамериканската държава Венецуела. Намира се в северозападната част на страната. Общата му площ е 63 100 км², а населението е 4 199 165 жители (по изчисления за юни 2017 г.). Основан е през 1864 г.